# Téléphérique de Renon
Le téléphérique de Renon est une remontée mécanique de type téléphérique 3S qui relie la ville de Bolzano au plateau de Renon dans la région du Trentin-Haut-Adige en Italie. Inauguré en 2009 et présentant une longueur de plus de 4 500 mètres et une dénivelée de près de 1000 mètres, il s'agit à la fois du plus long téléphérique d'Italie et du seul de type 3S à être installé dans ce pays. Il remplace un ancien téléphérique à va-et-vient sur le même tracé. Ce téléphérique sert à la fois au tourisme pour les personnes désirant visiter le plateau mais il sert également de transport en commun pour les habitants de Renon voulant se rendre à Bolzano. Le téléphérique offre une correspondance en gare aval avec la gare de Bolzano et en gare amont une correspondance avec le chemin de fer à voie métrique de Renon desservant le plateau,,.

## Histoire

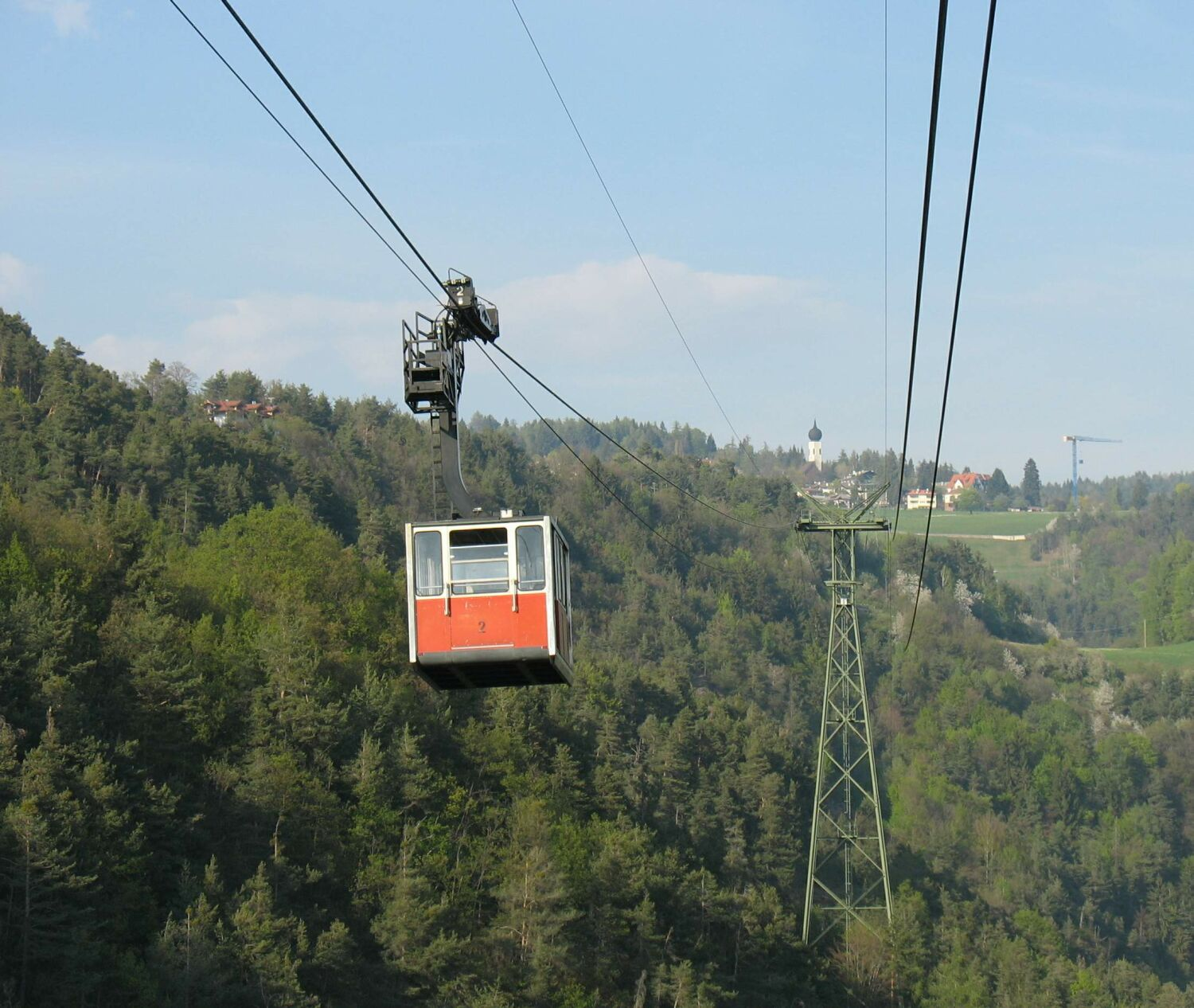
Ancien téléphérique ayant fonctionné jusqu'en 2006.

C'est en 1907 que fut inauguré le chemin de fer à voie métrique de Renon reliant la ville de Bolzano au plateau de Renon. Ce chemin de fer électrifié dès l'origine était équipé d'une crémaillère permettant de gravir les fortes pentes et la longueur de la ligne était d'environ 12 km. Cependant le temps de montée était relativement long, il fallait environ 1 heure et 40 minutes pour parcourir l'ensemble de la ligne. 
C'est à partir des années 60 qu'il fut décidé de remplacer le train à crémaillère par un téléphérique. Ce téléphérique à va-et-vient construit par Agudio fut inauguré en 1966. Avec une longueur de plus de 4500 mètres, il était considéré à l'époque comme le téléphérique le plus long au monde. Le temps de montée fut alors réduit à moins d'un quart d'heure. Les cinq premiers kilomètres de la ligne de chemin de fer entre Bolzano et la gare supérieure du téléphérique furent démontés mais les sept derniers kilomètres de la ligne desservant le plateau furent conservés. Cette partie de la ligne est toujours exploitée actuellement.
Mais au bout de 40 ans d'exploitation, l'installation du téléphérique marqua de nombreux signes de vieillesse (alors qu'une rénovation avait déjà eu lieu dans les années 80). De plus, la remontée disposait d'une faible capacité limitée à 250 personnes par heure dans chaque sens. La Strutture Trasporto Alto Adige décida de remplacer le vieux téléphérique par une remontée plus neuve et performante, ainsi l’exploitation du téléphérique prit fin en 2006.
La technologie du téléphérique 3S fut adoptée pour la nouvelle installation car cette dernière permet à la fois d'offrir une capacité très importante, un trajet rapide et une hauteur de survol non limitée pour les cabines. Le chantier de la remontée débuta en 2007 et fut confié à la société de remontées mécaniques italienne: Leitner. Malgré plusieurs difficultés rencontrées durant les travaux, le chantier prit fin moins de deux ans plus tard. Le nouveau téléphérique de Renon fut inauguré le 23 mai 2009.

## Description de la ligne

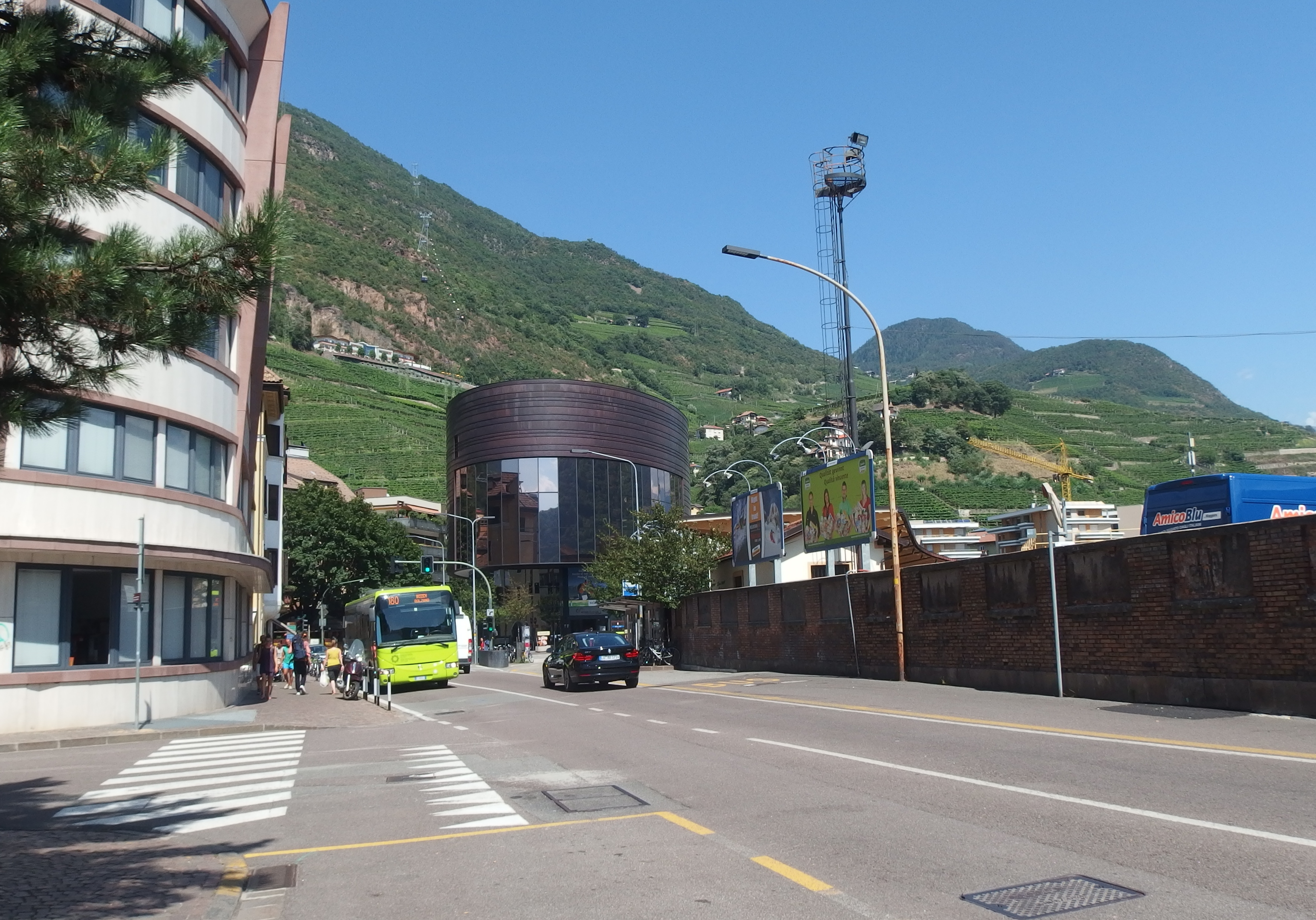
Gare aval du téléphérique à Bolzano.

La gare aval est située à 274 mètres d'altitude dans la partie Est de la ville de Bolzano. Elle présente l'avantage d'être située juste à côté de la gare ferroviaire et d'offrir une correspondance rapide avec le réseau ferré. Le bâtiment est constitué de quatre niveaux desservis par des ascenseurs et dispose aussi d'une cafétéria.  
La ligne présente une dénivelée de 948 mètres et une longueur de 4542 mètres ce qui en fait actuellement la plus longue remontée mécanique d'Italie. La première partie de la ligne est particulièrement pentue puis la pente devient beaucoup plus faible dans la seconde partie où la ligne survole les forêts du plateau de Renon. Au total, 7 pylônes sont disposés tout au long de la ligne.
La gare amont est située à 1221 mètres d'altitude sur le plateau de Renon et à proximité du village du même nom. Une fois arrivé, il est possible de continuer le trajet en empruntant le chemin de fer à voie métrique de Renon situé à proximité. Cette gare abrite la partie motrice de l'installation.

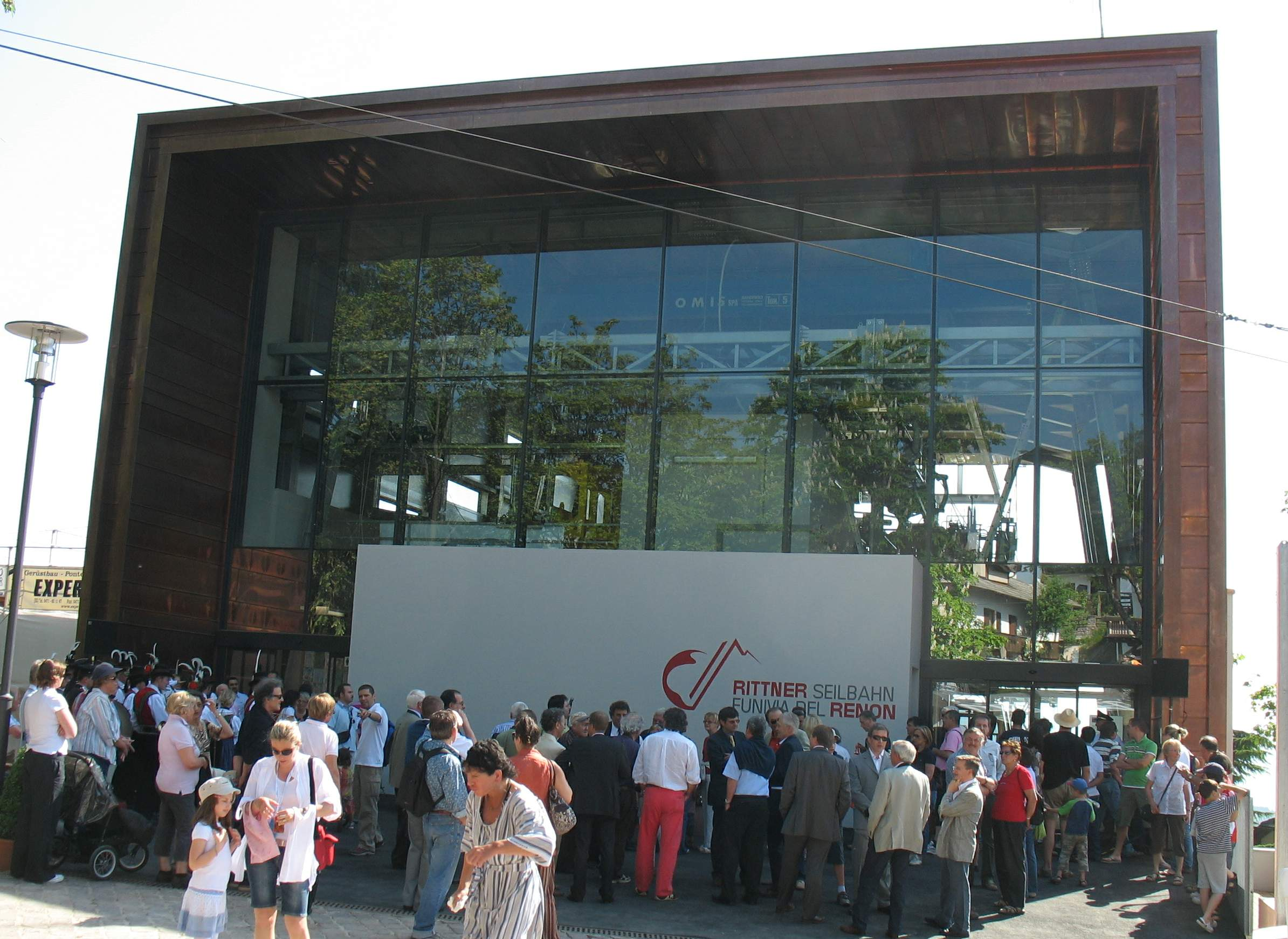
Gare amont du téléphérique sur le plateau de Renon.

Les deux gares du téléphérique ont été conçues par le cabinet d'architecture Seeste Bau, elles présentent chacune une architecture particulièrement moderne et esthétique. Elles ne présentent en revanche pas du tout la même apparence, la gare aval possède une forme cylindrique tandis que la gare amont possède une forme cubique.

## Particularité technique
Le téléphérique de Renon présente également une particularité technique par rapport aux autres téléphériques 3S. Dans une très grande partie des remontées mécaniques débrayables, y compris les téléphériques 3S, l'embrayage et le débrayage de la pince de la cabine sur le câble tracteur sont effectués au niveau de lanceurs constitués d'un alignement de pneus qui ralentissent progressivement la cabine qui arrive en gare et accélèrent lorsque la cabine en sort.
Cependant en raison du manque de surface disponible de la gare aval (coincée entre la route, le parking et les voies ferrées), il n'a pas été possible de construire une gare disposant de lanceurs. Un dispositif particulier a ainsi été pris en compte pour faire face à cette contrainte. 
Lorsqu'une cabine arrive en gare, la vitesse de la remontée est réduite ce qui permet à la cabine de se détacher du câble tracteur sans devoir être ralentie par la suite. Au même moment, la pince de la cabine s’apprêtant à quitter la gare va s'accrocher au câble. Une fois cette opération effectuée, la remontée accélère pour atteindre à nouveau sa vitesse de croisière. Durant le ralentissement de l'installation, les cabines situées sur la ligne sont également ralenties mais leur nombre étant faible (environ 10 au total), elles ne sont ralenties que deux fois durant le trajet.